# 甘古特会战
甘古特会战发生于1714年8月7日，是大北方战争（1700年-1721年）中瑞典海军及俄国海军的其中一场海战。海战发生于芬兰南部的汉科半岛，邻近现今的汉科市。这场海战是俄罗斯历史上第一次重要的海战胜利。「甘古特」一词是从瑞典语「汉科半岛」的俄语转译。

## 背景
俄国沙皇彼得一世1713年春天开始向芬兰境内发动攻势。芬兰西南海岸的俄军，迅速全面向图尔库进攻，但是海军的进攻却因瑞典海军而受阻 。以图尔库为基地的俄军芬兰总督米哈伊尔·加利特赞亲王，不能得到远比陆路运输重要的海路支持。彼得一世指派上将阿普拉克辛的舰队开启运输航线。

## 抵达汉科半岛
当俄军舰只驶近汉科半岛的时候，他们遭遇到由海军中将古斯塔夫·华察尔所率领的一支强劲的瑞典舰队。阿普拉克辛决定将舰队驶向半岛的另一面请求支持。大部分在图尔库的俄军都因而被调动到汉科半岛支持舰队。
阿普拉克辛亦请求在日瓦尔的彼得一世和剩余的波罗的海舰队舰只到来支援。他特别请彼得一世到来亲自率领攻击。

## 突破瑞典舰队
俄国舰队的桨战船尝试开到半岛以第一次突破瑞典舰队的防线。第一艘桨战船在多重障碍后成功开到半岛，但是第二艘桨战船却被摧毁，并令到这次突破因而中止。瑞典军的华察尔中将亦知悉俄军的行动，他指派海军少将尼尔斯·伊兰史基尔率领一支包括11艘舰只的小型特遣舰队去截击俄军。
伊兰史基尔的特遣舰队包括下列船只：
旗舰
「大象号」
桨战船
「天鹰座号」
「天鹤座号」
「狮鹫号」
「鲑鱼号」
「狗鱼号」
「鲸鱼座号」
岸艇
「Flundran 号」
「Simpan 号」
「狮鹫号」
「欧鲤号」

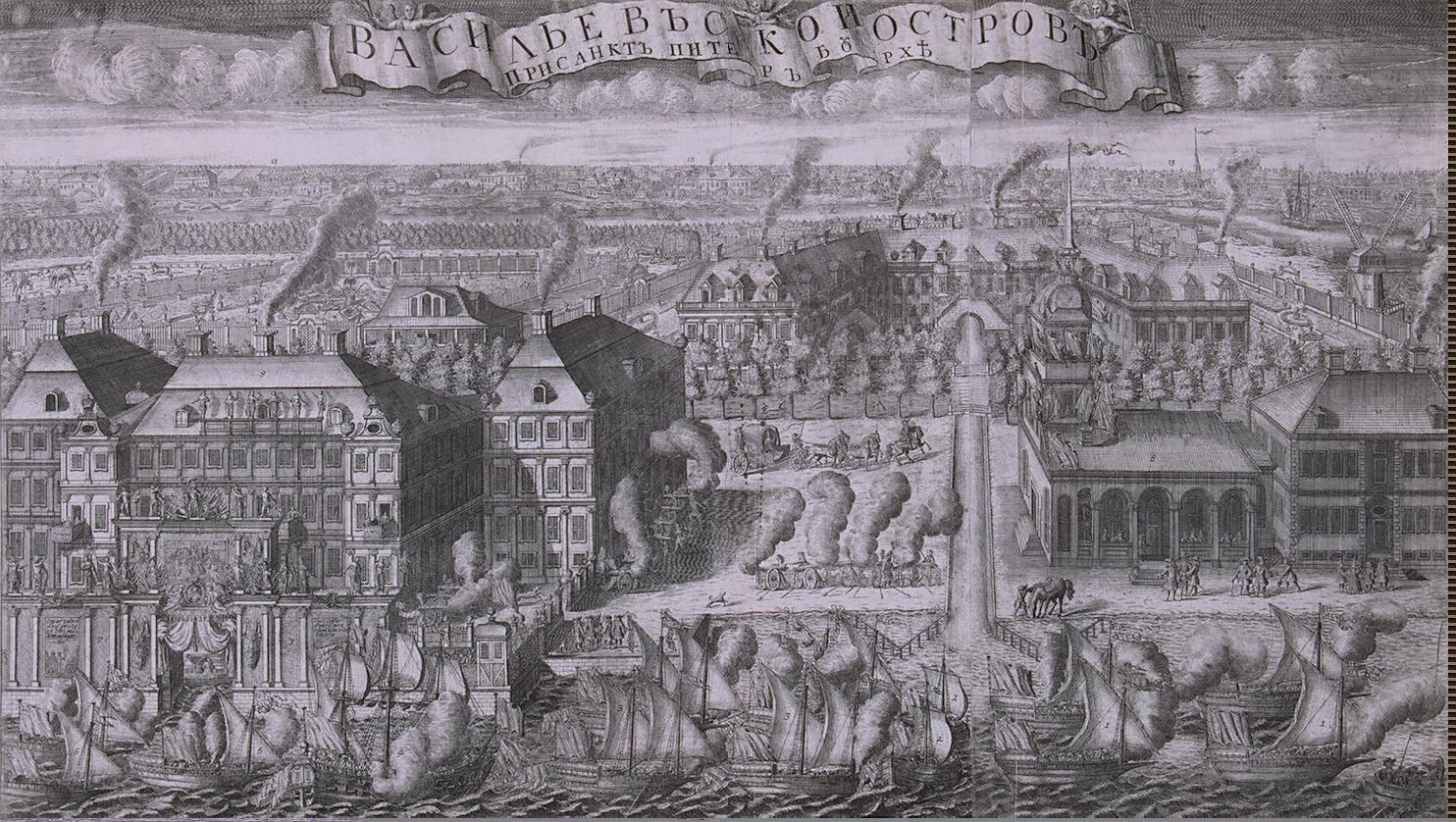
被俘的瑞典舰只被带至圣彼得堡

7月26日圣潘他里昂日，俄军尝试取以无风天气的优势作第二次突破。俄军小型的桨战船容易机动，相反瑞典舰队的大型战舰在无风的天气下难以移动。阿普拉克辛原本只指派20艘战船突破，但是他看到瑞典舰队明显未能加以阻截，因此他再派遣多15艘战船突破。
7月27日凌晨阿普拉克辛下令剩余的舰只突破瑞典防线，因此瑞典华察尔中将的舰队驶往外面尝试截击俄军。俄军只有一艘桨战船因搁浅造成损失。

## 战斗

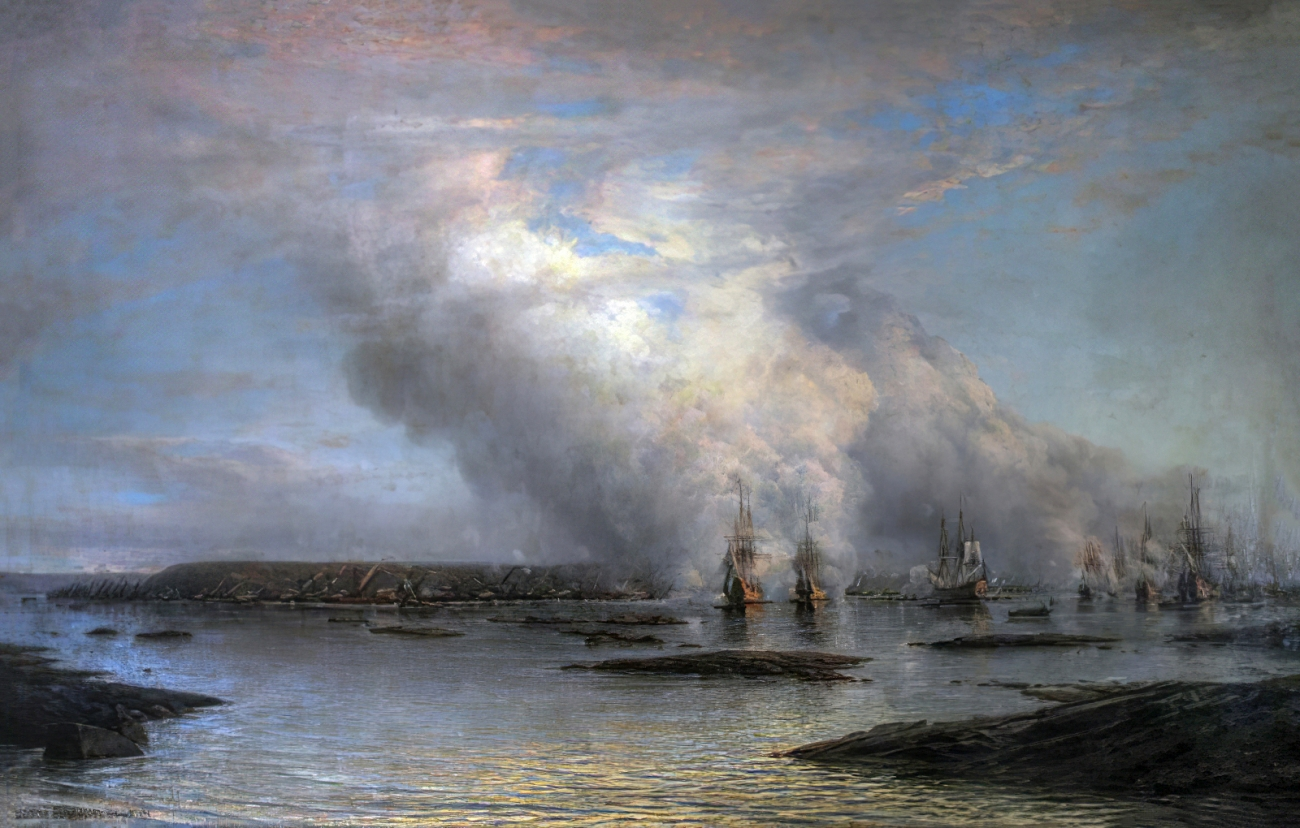
「甘古特会战」油画

在突破完成后，伊兰史基尔的特遣舰队被包围，伊兰史基尔下令舰队于两个岛之间排成一条防线。瑞典的旗舰「大象号」，舷侧对向趋近的俄军舰只。「大象号」的两边各有三艘桨战船，而两头都有两只船艇。
在伊兰史基尔拒绝投降之后，俄军舰队攻击。俄军的桨战船由彼得一世亲自率领，两次攻击（第一次35艘、第二次80艘）都被击退。在得到增援后95艘桨战船第三次攻击的时候，俄军计划夺取瑞典的舰只。「天鹤座号」桨战船在被争夺时倾覆沉没，而少将亦在其旗舰的甲板上成为了战俘。
此次戰爭中，俄军在数量上遠遠超过瑞典军，根据一些资料记述是15比1。俄军在这个战斗上佔有數量上的絕對优势，战场甚至没有足够的空间讓所有俄军舰只同时投入战斗。

## 影响

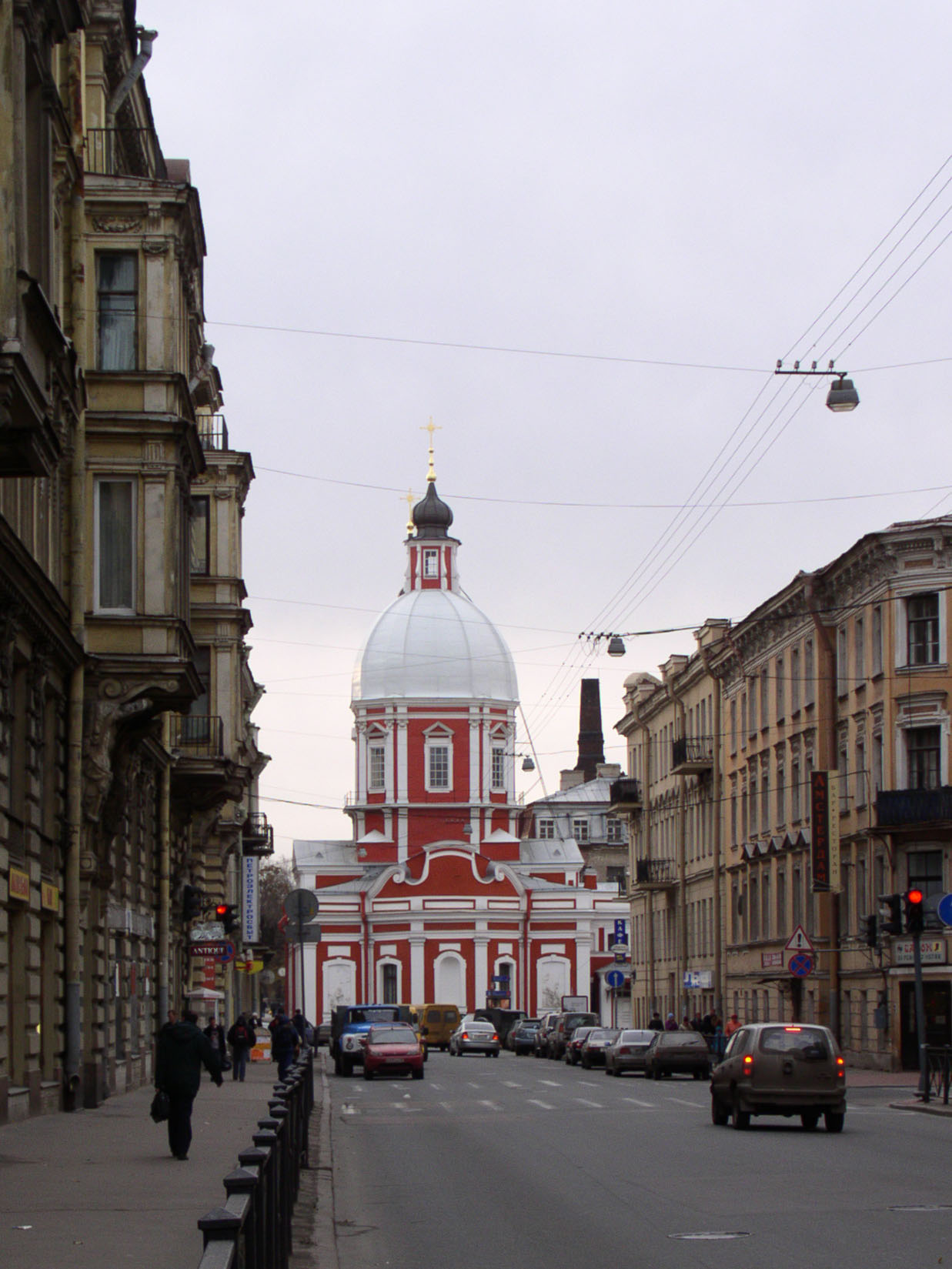
圣彼得堡的圣潘他里昂教堂（1735年-39年）里有一块纪念甘古特会战的纪念碑

这次战役是俄军桨战船舰队的第一次重要胜利，对俄军的影响能够与波尔塔瓦会战相比较。因为这一次的胜利，俄军能够阻止瑞典的战舰进入奥兰海以东的水域，延长占领芬兰的时间直至1721年签订尼斯塔德条约结束战争为止。俄國從此之後於波羅的海稱雄，瑞典則不再被視為歐洲列強之一。
直至今日，俄罗斯海军仍然庆祝这次胜利，海军有由久的传统，总是将海军的一艘服役船舰称为「甘古特号」。俄国皇家海军第一个的无畏舰系列都称为「甘古特级」。
俄国海军第一个纪念这次战役的纪念碑是一个木制的十字，1869年建立。这个木制十字1870年应亚历山大二世的旨意被一个更耐用的石製十字代替。